# (54902) Close
(54902) Close est un astéroïde de la ceinture principale.

## Description
(54902) Close est un astéroïde de la ceinture principale. Il fut découvert le 23 juillet 2001 à Anza (Californie) par Michael Collins et Minor White. Il présente une orbite caractérisée par un demi-grand axe de 2,36 UA, une excentricité de 0,18 et une inclinaison de 3,0° par rapport à l'écliptique.

## Compléments